# Schistostege exalbata
Schistostege exalbata är en fjärilsart som beskrevs av Jacob Hübner 1814/17. Schistostege exalbata ingår i släktet Schistostege och familjen mätare. Inga underarter finns listade.